# Koyuki Katō
 (mai 2014).
Si vous disposez d'ouvrages ou d'articles de référence ou si vous connaissez des sites web de qualité traitant du thème abordé ici, merci de compléter l'article en donnant les références utiles à sa vérifiabilité et en les liant à la section « Notes et références ».
Koyuki Katō (加藤小雪), née le 18 décembre 1976, est une actrice et mannequin japonaise qui a tourné dans de nombreux dramas et films.

## Biographie
Koyuki Katō commence sa carrière en tant que modèle professionnelle pour gagner une certaine notoriété, elle est accueillie[Quoi ?] par une revue de mode en 1995.
En 1997, elle signe un contrat exclusif avec le magazine Non-no.
En 1998, elle devient actrice et tient le premier rôle dans de nombreux drames et téléfilms.
En 2003, Koyuki Katō joue dans le film Le Dernier Samouraï, une production de Hollywood. Elle y travaille au côté de Tom Cruise.

### Vie personnelle
Elle se marie le 1er avril 2011 avec Ken'ichi Matsuyama. Elle est maman de trois enfants nés en 2012, 2013 et 2015.

## Filmographie

### Cinéma
- 1990 : Chô abnormal petting: Ijô kairaku
- 2000 : Keizoku/eiga
- 2001 : Kaïro (回路, Kairo?) de Kiyoshi Kurosawa : Harue Karasawa
- 2002 : Laundry : Mizue
- 2002 : Alive (en) : Asuka Saegusa
- 2003 : Spy Sorge (スパイ・ゾルゲ, Supai Zorge?) de Masahiro Shinoda : Yoshiko Yamazaki
- 2003 : Le Dernier Samouraï : Taka
- 2004 : Warau Iemon : O-Iwa (Tamiya Iwa)
- 2005 : Jam Films S
- 2005 : Always : Crépuscule sur la troisième rue (ALWAYS 三丁目の夕日, Always sanchōme no yūhi?) de Takashi Yamazaki : Hiromi Ishizaki
- 2007 : Aoki Ôkami: chi hate umi tsukiru made
- 2007 : Gegege no Kitarô : Tenko
- 2007 : Tsuneni: zoku san-chôme no yûhi : Hiromi Ishizaki
- 2009 : Blood: The Last Vampire : Onigen
- 2009 : Kamui, le ninja solitaire (カムイ外伝, Kamui gaiden?) de Yōichi Sai : Sugaru
- 2009 : La Fille aux lingots d'or (わたし出すわ, Watashi dasu wa?) de Yoshimitsu Morita : Maya Yamabuki
- 2009 : Shinsan : Michiyo
- 2010 : Boku no sukina hito : Michiyo
- 2010 : Shin-san Tankoumachi no serenâde
- 2011 : Tantei wa bar ni iru : Saori
- 2012 : Always 3 chôme no yûhi '64 : Hiromi Ishizaki
- 2015 : Sugihara Chiune : Yukiko Sugihara

### Télévision
- 1999 : Ren'ai kekkon no rûru : Haruka
- 1999 : Kowai dôwa
- 2000 : Beautiful Life : Nakajima Satsuki
- 2000 : Densetsu no kyôshi
- 2000 : Ikebukuro West Gate park : Matsui Kana
- 2000 : Love Complex : Kiiko
- 2001 : Italiatsu
- 2001 : Antique
- 2002 : Mayonaka wa betsu no kao
- 2003 : Kimi wa petto
- 2003 : Suekko Chounan Ane Sannin : Kashiwakura Sachiko
- 2004 : Boku to kanojo to kanojo no ikiru michi : Yura Kitajima
- 2005 : Enjin : Tomomi Mizukoshi
- 2006 : Ai to shi wo mitsumete
- 2008 : Sasaki fusai no jingi naki tatakai
- 2009 : Mr. Brain : Miyase Kumiko
- 2009 : Fumô chitai : Senri akitsu / Chisato Akitsu
- 2010 : Onnatachi wa nido asobu
- 2010 : Unubore deka : Yumi hagio
- 2013 : Onna Nobunaga : No-hime
- 2013 : Legal High 2
- 2014 : The Long Goodbye : Aiko kamiido
- 2016 : Fragile : Madoka Hosoki
- 2017 : Daibinbo : Yusuko Nanakusa
- 2019 : Trace : Kasouken no Otoko : Ritsuko Kaizuka
- 2019 : The Naked Director
- 2019 : Top League : Miki Haibara
- 2019 : Jiko Keisatsu 2019 : Misako Kaminuma (apparition dans l'épisode 1)
- 2020 : Tetsu no Hone : Risa Shibata

## Distinctions

### Récompenses
- Nikkan Sports Film Awards 2004 :  meilleure actrice pour Warau Iemon

### Nominations
- Awards of the Japanese Academy 2006 : meilleure actrice pour Always san-chōme no yūhi